# ボリス・デ・ラケヴィルツ
ボリス・デ・ラケヴィルツ (Boris de Rachewiltz ; in russo: де Рачевильц) (1926年2月12日– 1997年2月3日) は、イタリアのエジプト学者、考古学者、秘教学者。

## 生涯

### 教育と研究
ボリス・デ・ラケヴィルツはローマにあるアイルランド修道会で古典教育を受けた。その後1951年から1955年まで、ローマのポンティフィチオ・インスティテュート・ビブリコの古代オリエント学部でエジプト学を専攻した。またヴァチカン外交をアカデミア・ヴァチカーナで学び、1955年から1957年までイタリア外務省の奨励金を得てエジプトのカイロ大学で、ルートヴィッヒ・カイマー教授に師事しエジプト学を学ぶとともに、共同研究を行った。カイマー教授の没後1969年、彼はバーゼルにルートヴィッヒ・カイマー財団を設立し、考古学と民族学におけるカイマーの比較手法を継承した。同年に彼はヨルダン大学の東洋考古学の主任教授に就任した。

### 活動
彼は、エジプト、ヨルダン、スーダンでいくつかの考古学的発掘活動と民族学的調査を指揮した。ここで彼はNubitとシジルマサの古代都市を発見した。またポンティフィカルアーバン大学でエジプト学と民族考古学を教え、またアメリカの様々な大学でいくつかの講座を開き、1970年から1973年までルガーノのティチーノ高等研究所の会長を務めた。1972年にはヴァチカン大学エジプト学教授に就任した。更に彼はエジプト学と考古学 - 民族学の研究に関する25以上の異なる言語の科学書を著した。とりわけ彼は秘教主義者であり、Tulli パピルスの転写と翻訳にも関わっている。
ボリス・デ・ラケヴィルツはローマのヴェラノ墓地に埋葬されている。

### 家族
ラケヴィルツは1946年にエズラ・パウンドとオルガ・ラッジとの娘であるメアリーと結婚し、パウンドの娘婿になった 。パウンドは1958年、収容されていたワシントンDCのセント・エリザベス病院から釈放された後、イタリアのチロルにあるブルンネンブルグ城で静養した。その城はラケヴィルツ家が1927年から所有し、ボリスとメアリーが引き継いだものだった。パウンドはそこで『キャントウズ』の後半を執筆した。
メアリーは『キャントウズ』を含む父親の英語詩や、ロビンソン・ジェファーズ、E. E. カミングス、ロナルド・ダンカン、そしてデニーズ・レヴァトフの英語詩をイタリア語に翻訳した。
彼らの子どもたち、ジークフリード・ワルターとパトリツィアもまた作家で、ジークフリードはチロルで執筆している。

## 著作
- Massime degli antichi egiziani (1954) as Maxims of the Ancient Egyptians (1987) translated by Guy Davenport
- 『古代エジプト恋愛詩集』Liriche amorose degli antichi egiziani (1955)
- 『古代エジプト人の死者の書』Il libro dei morti degli antichi egiziani (1958)
- Incantesimi e scongiuri degli antichi egiziani.(1958)
- The rock tomb of Irw-K3-Pth. (1960)
- Incontro con l'arte Africana (1959) as Introduction to African Art (1966) translated by Peter Whigham
- An Introduction to Egyptian Art (1960) translated by R. H. Boothroyd
- Vita nell'antico Egitto (1962)
- 『ブラック・エロス』Black Eros: Sexual Customs of Africa from Prehistory to the Present Day (1964)
- La Valle dei Re e delle Regine (1965)
- Processo in verso (1973)
- Sesso magico nell'Africa nera (1983)
- Gli antichi Egizi. Immagini, scene e documenti di vita quotidiana (1987)
- 『ファラオの目』L'occhio del faraone. (1990) Rachewiltz, Boris de, Valenti Gomez i Oliver
- 7 Greeks (1995) with Guy Davenport
- Roma Egizia. Culti, templi e devinità egizie nella Roma Imperiale (1999) with Anna Maria Partini
- I miti egizi (2000)